# Penna Sant'Andrea
Penna Sant'Andrea är en ort och kommun i provinsen Teramo i regionen Abruzzo i Italien. Kommunen hade 1 775 invånare (2018).